# Echinostrephus
Echinostrephus A. Agassiz, 1863 è un genere di ricci di mare appartenenti alla famiglia Echinometridae.

## Distribuzione
Provengono dalle regioni tropicali dell'Indo-Pacifico.

## Tassonomia
In questo genere sono riconosciute soltanto 2 specie:
- Echinostrephus aciculatus (A. Agassiz, 1863)
- Echinostrephus molaris (Blainville, 1825)